# Les Histoires de Franz
Les Histoires de Franz est un roman de Martin Winckler publié en 2017.

## Synthèse
Cette fiction est une extension du roman précédent Abraham et Fils, et une base pour le suivant, Franz en Amérique, autour des mêmes personnages principaux, Abraham Farkas (né en 1917) médecin généraliste et obstétricien, résidant rue des Crocus, à Tilliers (France) depuis 1963, et de son fils unique, Franz Farkas, né en 1954 à Alger. La mère, Lehna, est morte en 1961 à Alger lors d'un attentat, et le fils souffre d'une amnésie portant sur ses premières années.
En mai 1971, sans attendre les résultats du baccalauréat, Franz postule pour une année aux États-Unis, en résidence dans une famille américaine. Son dossier, jugé inclassable, par l'AFC (American Field Corps), est étudié une dernière fois par Alice Asher, Oakland (Californie). Le dossier se compose d'une auto-présentation, d'un dossier scolaire, et de lettres de recommandation. Chacune des pièces est étudiée, développée, éclairée, enrichie, par des révélations venant des divers personnages... à diverses périodes de leur vie, jusque dans les années 2000.
La famille se compose également de Claire Malet (1930), veuve Délisse, épouse Farkas, de Luciane Malet (1949), du grand-père (Opa), Hans von Homer, ancien pilote de guerre allemand de la première guerre mondiale, et de l'oncle Frank Roth, illustrateur, auteur du roman graphique Rosenkavalier, veuf de Marie, fille unique de Opa. Les proches de la famille sont principalement Brigitte Lefebvre (et son mari le gendarme Robert Lefebvre), et Sœur Évangéline Dorléac (1931). Les commerçants proches sont Léon Renoir (1919, Hôtel des Artistes), et le couple Josy et Loulou du café-restaurant Les Belles-Sœurs. Deux autres personnages adjacents sont l'ouvrier kabyle Boualem Fellag et un personnage que Franz surnomme l'Ombre blême, M. Boulanger, qui semble tout connaître de la famille Farkas.
Franz a comme amis ses camarades de classe Frédéric Cassel, Jérôme Marais, Serge et Caroline Willsdorff, mais aussi Chiara Calvino et Jennifer Weiss, deux jeunes femmes qu'il rencontre pendant ses vacances. Son ennemi juré, depuis la communale, se nomme Gérald. Franz est d'un naturel liant, mais son acné ne facilite pas les contacts. En classe de première, pendant 8 mois, en 1969-1970, il participera à une expérimentation éducative hors du commun menée par un quatuor d'enseignants détonnant, Élisabeth Lhombre, Pascal Torricelli, Nick Lamontagne et Hanna Maïer. 
A la même époque, Claire, Évangéline et Brigitte lancent un réseau local de planning familial et défendent la cause des femmes dans leur Cercle des Sorcières, tandis qu'Abraham Farkas devient médecin de la maternité locale et pratique gratuitement des avortements clandestins médicalisés. Le roman dresse un tableau crédible des années 1965-1971, loin de Paris, dans une province apparemment sans histoire... Bien sûr, des zones restent obscures, pour le personnage principal : vie, centres d'intérêt, goûts, lectures, passions, émotions... 

## Réception
Peu d'échos,.